# Daniel Valdéz
Daniel Alejandro Valdéz López (ur. 25 czerwca 1988 w Guaymas) – meksykański piłkarz występujący na pozycji środkowego obrońcy.

## Kariera klubowa
Valdéz profesjonalną karierę piłkarską rozpoczynał w trzecioligowym zespole Dorados UACH. W latach 2007–2009 strzelił 10 goli w 79 spotkaniach meksykańskiej Segunda División, będąc podstawowym graczem Dorados.
Wiosną 2010 Valdéz podpisał kontrakt z pierwszoligowym Querétaro FC. W najwyższej klasie rozgrywkowej zadebiutował za kadencji szkoleniowca Carlosa Reinoso, 16 stycznia 2010 w zremisowanym 0:0 meczu z Atlante. Do końca swoich debiutanckich rozgrywek Bicentenario 2010 pojawił się na placu gry jeszcze 12 razy. Został nominowany przez Meksykański Związek Piłki Nożnej do nagrody odkrycia sezonu, jednak osiągnięcie to przypadło Antonio Ríosowi.
| Sezon     | Klub         | Kraj   | Rozgrywki        | Mecze | Bramki |
| --------- | ------------ | ------ | ---------------- | ----- | ------ |
| 2007/2008 | Dorados UACH | Meksyk | Segunda División | 33    | 4      |
| 2008/2009 | Dorados UACH | Meksyk | Segunda División | 32    | 5      |
| 2009/2010 | Dorados UACH | Meksyk | Segunda División | 14    | 1      |
| 2009/2010 | Querétaro FC | Meksyk | Primera División | 13    | 0      |
| 2010/2011 | Querétaro FC | Meksyk | Primera División | 8     | 0      |
| 2011/2012 | Querétaro FC | Meksyk | Primera División |       |        |